# Robyn Gayle
Robyn Krista Gayle (Toronto, 13 ottobre 1985) è un'ex calciatrice canadese, di ruolo difensore.
Dal 2002 al 2015 ha vestito la maglia della nazionale canadese a tutti i livelli, dalle giovanili, vincendo con la formazione Under-19 il campionato nordamericano di Canada 2004, alla nazionale maggiore, con la quale ha disputato due Olimpiadi, ottenendo una medaglia di bronzo olimpica a Londra 2012, e tre campionati mondiali, Cina 2007, Germania 2011 e Canada 2015, miglior risultato i quarti di finale nel mondiale casalingo.

## Palmarès

### Nazionale
- Bronzo olimpico: 1

Londra 2012
- CONCACAF Women's Championship: 1

2010
- Giochi panamericani: 1

Guadalajara 2011
- Cyprus Cup 2011: 1

2011